# Hans Mierendorff

Hans Mierendorff vor 1930 auf einer Fotografie von Alexander Binder

Hans Mierendorff (bürgerlich: Johannes Reinhold Mierendorff; * 30. Juni 1882 in Rostock; † 26. Dezember 1955 in Eutin) war ein deutscher Schauspieler.

## Leben
Der Sohn des Großkaufmanns Carl Mierendorff und seiner Ehefrau Johanna geborene Reinke, einer Kunstmalerin, besuchte die Oberschule in Rostock und das Friderico-Francisceum Gymnasium in Doberan. Nach einer Buchhändlerlehre in Schwerin ließ er sich zum Schauspieler ausbilden und begann am Hoftheater Schwerin als Eleve zu spielen. Er trat in Wernigerode, Konstanz, Hamburg, Halle und Breslau auf. 1911 bis 1919 arbeitete er in Berlin an verschiedenen Bühnen, und zwar von 1911 bis 1913 am Residenztheater, von 1913 bis 1915 am Lessingtheater, von 1915 bis 1917 am Deutschen Künstlertheater und bis 1919 an den Meinhard-Bernauer-Bühnen.
Seinen ersten Auftritt im Film hatte er 1911 in dem Henny-Porten-Film Das Adoptivkind und spielte im selben Jahr neben Asta Nielsen als deren Vater in Der fremde Vogel unter der Regie von Urban Gad. Häufig wurde Mierendorff als eleganter, distinguierter Herr besetzt. Erfolg hatte er in der von Joe May produzierten und teilweise inszenierten, achtteiligen Serie Die Herrin der Welt (1919/20).
1919 gründete er gemeinsam mit Albert Dameke die Lucifer-Film Co. m.b.H., deren künstlerischer Leiter er bis 1924 war. In eigener Produktion spielte er Hauptrollen in Abenteuer- und Kriminalfilmen. Bemerkenswert ist seine Doppelrolle in dem Film Ich bin Du (1921). 1923 beteiligte er sich als Aktionär an der Gründung der Märkische Film-Handels und Grundstücks-AG.
Mierendorff stand 1944 in der Gottbegnadeten-Liste des Reichsministeriums für Volksaufklärung und Propaganda.
Im Tonfilm arbeitete er nur noch als Nebendarsteller und zog sich nach 1945 ganz von der Filmarbeit zurück. Er betrieb dann eine Pension an der Ostsee.
Hans Mierendorff spielte in über 150 Filmen. Er war seit 1903 mit der Tiermalerin Gertrud Schmidt verheiratet. 1923 ging er seine zweite Ehe mit der Sängerin und Schauspielerin Auguste Herta Katsch ein. Aus dieser Ehe stammte sein Sohn Klaus Mierendorff (1923–1966). Im Jahre 1940 schloss er seine dritte Ehe mit deren Schwester Antonie Katsch.

## Filmografie (Auswahl)
- 1911: Das Adoptivkind
- 1911: Der fremde Vogel
- 1912: Für die Ehre des Vaters
- 1912: Jugend und Tollheit
- 1913: Turi, der Wanderlappe
- 1913: Die Eisbraut
- 1913: Der Herr des Todes
- 1914: Evinrude
- 1914: Sein braunes Mädel
- 1914: Fräulein Leutnant
- 1915: Der Erbförster
- 1915: Der springende Hirsch
- 1915: Fluch der Schönheit
- 1916: John Rool
- 1916: Das goldene Friedelchen
- 1916: Der gelbe Ulster
- 1916: Mein ist die Rache
- 1916: Ein einsam Grab
- 1916: Der Ring des Schicksals
- 1916: Wie ich Detektiv wurde
- 1916: Ein Blatt Papier
- 1916: Nebel und Sonne
- 1916: Arme Eva Maria
- 1916: Nächte des Grauens
- 1917: Giovannis Rache
- 1917: Hilde Warren und der Tod
- 1917: Die Fußspur
- 1917: Das Geheimnis der Pagode
- 1917: Der Saratogakoffer
- 1918: Die sterbenden Perlen
- 1918: Der goldene Pol
- 1918: Das Opfer
- 1918: Der lebendige Tote
- 1918: Der Wüstendiamant
- 1918: Nur um tausend Dollar
- 1919: Die Teufelskirche (auch Regie)
- 1919/20: Die Herrin der Welt (8 Teile)
- 1920: Der weiße Pfau
- 1920: Ich – bin – Du (auch Co-Regie)
- 1920: Der Mann im Nebel
- 1920: Whitechapel. Eine Kette von Perlen und Abenteuern
- 1921: Die Verschwörung zu Genua
- 1921: Die Nacht ohne Morgen
- 1922: Der Halunkengeiger (auch Produktion)
- 1923: Die Taifunhexe
- 1923: Der Mitternachtszug (auch Produktion)
- 1924: Soll und Haben
- 1924: Die Bacchantin
- 1924: Mensch gegen Mensch
- 1924: Die Motorbraut
- 1925: Der Demütige und die Sängerin
- 1925: Der Mann, der sich verkauft
- 1925: Unser täglich Brot
- 1925: Das Geheimnis der alten Mamsell
- 1925: Der Hahn im Korb
- 1925: Der Trödler von Amsterdam
- 1926: Der Ritt in die Sonne
- 1926: Die Flucht in den Zirkus
- 1926: Staatsanwalt Jordan
- 1926: Die versunkene Flotte
- 1927: Der Millionenraub im Riviera-Expreß
- 1927: Hotelratten
- 1927: Königin Luise, 1. Teil: Die Jugend der Königin Luise
- 1927: Der größte Gauner des Jahrhunderts
- 1927: Der falsche Prinz
- 1928: Mary Lou
- 1929: Nachtgestalten
- 1929: Madame Lu, die Frau für diskrete Beratung
- 1929: Die Kaviarprinzessin
- 1929: Dich hab’ ich geliebt
- 1929: Das Panzerauto
- 1930: Gigolo
- 1930: Das Land des Lächelns
- 1932: Die Tänzerin von Sanssouci
- 1933: Wenn ich König wär!
- 1933: Das Meer ruft
- 1935: Der höhere Befehl
- 1936: Fridericus
- 1937: Zweimal zwei im Himmelbett
- 1938: Mordsache Holm
- 1938: Kautschuk
- 1938: Napoleon ist an allem schuld
- 1939: Wasser für Canitoga
- 1939: Sensationsprozeß Casilla
- 1939: Rote Mühle
- 1940: Der Fuchs von Glenarvon
- 1940: Das Herz der Königin
- 1941: Carl Peters
- 1941: U-Boote westwärts!
- 1941: Jakko
- 1942: Rembrandt
- 1942: Der große Schatten
- 1942: Weiße Wäsche
- 1944/52: Das Mädchen Juanita